# Ivo Sell
Ivo Sell (Rancho Queimado, 21 de fevereiro de 1927 — Florianópolis, 1 de julho de 2015) foi um magistrado brasileiro, presidente do Tribunal de Justiça de Santa Catarina.
Era filho de Alfredo Sell, fundador da fábrica de Guaraná Pureza, na cidade de Rancho Queimado, e Lydia Claumann Sell.
Bacharel em direito pela Faculdade de Direito da Universidade de Santa Catarina, seu ingresso na magistratura se deu em 22 de setembro de 1955, como juiz substituto na comarca de Itajaí.
Teve passagens pelas comarcas de Urussanga, São Joaquim, Chapecó, Brusque, Joaçaba, Tubarão e Florianópolis. Alcançou o segundo grau de jurisdição (desembargador) em 15 de fevereiro de 1973, ao chegar ao Tribunal de Justiça. Foi presidente da corte estadual de 13 de agosto de 1980 até 11 de fevereiro de 1982, quando se aposentou. Antes, porém, havia sido eleito vice-presidente e corregedor do Tribunal Regional Eleitoral de Santa Catarina, para o período de 13 de setembro de
1980 a 11 de fevereiro de 1982; mas, ao ser eleito presidente do Tribunal de Justiça de Santa Catarina, Ivo Sell renunciou as suas funções no TRE/SC.